# Guettarda elegans
Guettarda elegans är en måreväxtart som beskrevs av Ignatz Urban. Guettarda elegans ingår i släktet Guettarda och familjen måreväxter. Inga underarter finns listade i Catalogue of Life.